# بنی یوهانسن
بنی یوهانسن (دانمارکی: Benny Johansen؛ زادهٔ ۱۸ مارس ۱۹۴۹) مربی فوتبال اهل دانمارک است.
از باشگاه‌هایی که در آن بازی کرده‌است می‌توان به باشگاه فوتبال هلسینگبورگس اشاره کرد.
وی همچنین در تیم ملی فوتبال زیر 21 دانمارک بازی کرده است.